# Tenis en los Juegos Panafricanos de 2019
El Tenis en los Juegos Panafricanos de 2019 se llevó a cabo entre los días 23 y 31 de agosto de 2019 en la capital Rabat y constó de 6 eventos (3 de varones y 3 de mujeres).

## Resultados
| Evento               | Oro                                       | Plata                                | Bronce                                                                                     |
| -------------------- | ----------------------------------------- | ------------------------------------ | ------------------------------------------------------------------------------------------ |
| Individual masculino | Mohamed Safwat                            | Karim-Mohamed Maamoun                | Adam Moundir Aziz Dougaz                                                                   |
| Individual femenino  | Mayar Sherif                              | Chanel Simmonds                      | Lamis Salama Sandra Samir                                                                  |
| Dobles masculino     | Túnez Aziz Dougaz Skander Mansouri        | Marruecos Adam Moundir Lamine Ouahab | Egipto · Karim-Mohamed Maamoun · Sherif Sabry · Egipto · Akram El Sallaly · Mohamed Safwat |
| Dobles femenino      | Egipto · Rana Sherif Ahmed · Mayar Sherif | Egipto · Lamis Salama · Sandra Samir | Nigeria Adesuwa Osabuohien Barakat Quadre Marruecos Sara Akid Rania Azziz                  |
| Equipos masculino    | Marruecos                                 | Egipto                               | Túnez                                                                                      |
| Equipos femenino     | Egipto                                    | Marruecos                            | Nigeria                                                                                    |

## Medallero
| Núm. | País      | Oro | Plata | Bronce | Total |
| ---- | --------- | --- | ----- | ------ | ----- |
| 1    | Egipto    | 4   | 3     | 4      | 11    |
| 2    | Marruecos | 1   | 2     | 2      | 5     |
| 3    | Túnez     | 1   | 0     | 2      | 3     |
| 4    | Sudáfrica | 0   | 1     | 0      | 1     |
| 5    | Nigeria   | 0   | 0     | 2      | 2     |
|      | TOTAL     | 6   | 6     | 10     | 22    |